# Dommershausen

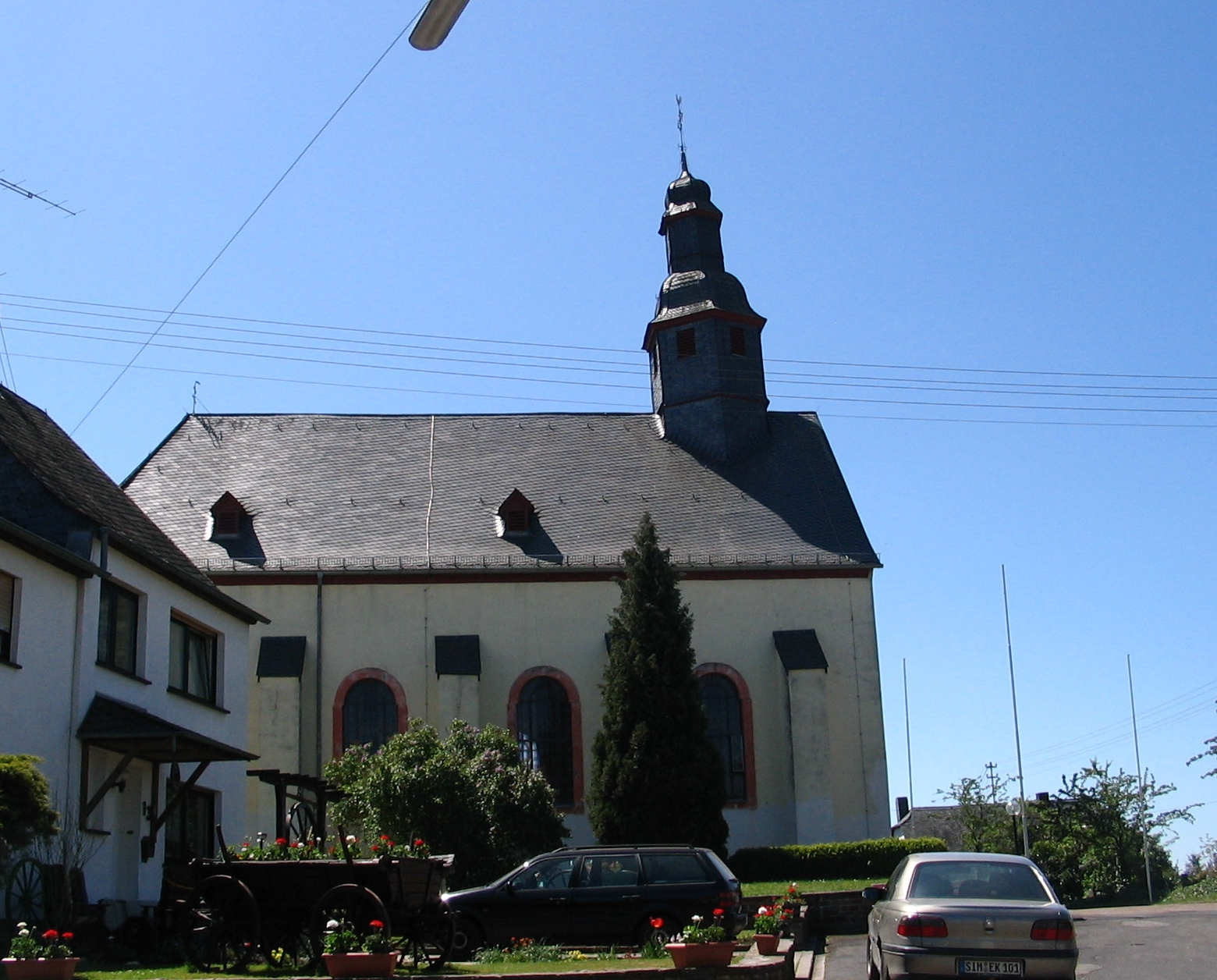
Katholische Pfarrkirche St. Markus, Dommershausen

Das Dorf Dommershausen, im örtlichen Dialekt Dommasch, liegt inmitten der Mittelgebirgslandschaft des Hunsrücks in der Verbandsgemeinde Kastellaun im Rhein-Hunsrück-Kreis, Rheinland-Pfalz.

## Nachbarorte
- Sabershausen
- Lahr
- Lieg
- Lütz
- Eveshausen
- Dorweiler
- Macken
- Beulich

## Geschichte
Dommershausen wird erstmals im Jahre 1220 als Dumershusen urkundlich erwähnt. Aus der Erwähnung geht hervor, dass Dumershusen zu keinerlei Steuer herangezogen wird. Der Ort gehörte zum Kondominium Beltheimer Gericht und lag damit unter der Herrschaft von Kurtrier, Sponheim und den Herren von Braunshorn (nach deren Aussterben Winneburg und nach deren Aussterben Metternich). Mit der Besetzung des Linken Rheinufers 1794 durch französische Revolutionstruppen wurde der Ort französisch, 1815 wurde er auf dem Wiener Kongress dem Königreich Preußen zugeordnet. Seit 1946 ist der Ort Teil des Landes Rheinland-Pfalz. Bis 1969 gehörte Dommershausen zum aufgelösten Landkreis Sankt Goar.

## Museum
Das Vorderhunsrückmuseum beherbergt das Pies-Archiv und die Bibliothek zur Personen- und Ortsgeschichte (seit 1992) im ehemaligen Pfarrhaus von 1837/38. Präsenzausstellungen dokumentieren die auf dem Hunsrück in und um Dommershausen seit dem Dreißigjährigen Krieg tätigen Wundärzte und „Knochenflicker“ der Familie Pies sowie medizinische Instrumente aus zwei Jahrtausenden.
Dazu kommen Wechselausstellungen zur Geschichte des Vorderhunsrücks. Die Bibliothek sammelt Daten aus Kirchenbüchern vom 16. bis 19. Jahrhundert von rund 1400 Orten vor allem des Rhein-Mosel-Nahe-Saargebietes und regionale Geschichtsliteratur.

## Jugendraum
2001 wurde in Dommershausen der Jugendraum eröffnet, gleichzeitig mit dem neuen Feuerwehrhaus. Der Ortsbürgermeister bezeichnete die Eröffnung „Als einen großen Schritt für die Gemeinde Dommershausen“.

## Politik

### Entwicklung des Gemeindegebietes
Die heutige Ortsgemeinde Dommershausen entstand zum 17. März 1974 im Rahmen der in der zweiten Hälfte der 1960er Jahre begonnenen ersten rheinland-pfälzischen Verwaltungs- und Gebietsreform durch Neubildung aus den aufgelösten und bis dahin selbständigen Gemeinden Dommershausen (damals 421 Einwohner), Dorweiler (234), Eveshausen (115) und Sabershausen (339). 

### Ortsbürgermeister
Ortsbürgermeister ist Dietmar Emmerich. Bei der Kommunalwahl am 26. Mai 2019 wurde er mit einem Stimmenanteil von 88,54 % in seinem Amt bestätigt. Er wurde im Juni 2024 wiedergewählt.

### Ortsbeirat und Ortsvorsteher
Der Ortsbezirk Dommershausen besitzt einen eigenen Ortsbeirat und einen Ortsvorsteher.
Der Ortsbeirat besteht aus neun Mitgliedern.
Ortsvorsteher ist Dietmar Emmerich. Da er auch zum Ortsbürgermeister der Gesamtgemeinde gewählt wurde, übt er beide Ämter in Personalunion aus.

### Wappen
| Wappen von Dommershausen | Blasonierung: „Geviert, in 1 in Blau ein silbernes Ankerkreuz, in 2 rot-silbern geschacht (4 mal 4), in 3 in Silber drei schwarze Muscheln (2;1) und in 4 in Rot drei schrägbalkenweise aneinandergestellte (schräggereihte), rautenförmige, silberne Schnallen (Rincke).“                                         |
| Wappen von Dommershausen | Wappenbegründung: Das Ankerkreuz steht als Symbol für die Verbundenheit mit Geschichte und Heimat, die rot-silberne Schachtung weist auf die Grafschaft Sponheim, die Farben auf die Zugehörigkeit zur Kurtrier hin, die Muscheln entstammen dem Wappen von Metternich und die Schnallen dem von Boos von Waldeck. |

## Sohn des Ortes
- Johann Jakob Wagner (1867–1959), römisch-katholischer Pfarrer und Heimatforscher